# Loge (nordisk mytologi)
Loge (eller Logi, "lågan") är i fornnordisk mytologi en personifikation av eldslågan i myten där Tor och Loke besöker jätten Utgårdaloke, som härskade över elden. Loge tävlade med Loke om vem som äter snabbast. De äter visserligen upp maten precis lika fort båda två, men då Loke endast ätit upp köttet vann Loge, som symboliserar elden, eftersom han även hade ätit upp både köttet, benen och det tråg som de båda äter ur. 
Loge var son till åskjätten Fornjot och bror till havsjätten Ägir och vindjätten Kare. 